# Haukisaari (ö i Luhango, Varpusenselkä)
Haukisaari är en ö i Finland. Den ligger i sjön Päijänne och i kommunen Luhango i den ekonomiska regionen  Joutsa  och landskapet Mellersta Finland, i den södra delen av landet, 180 km norr om huvudstaden Helsingfors. Öns area är 3 hektar och dess största längd är 360 meter i nord-sydlig riktning.